# Чемпіонат Швеції з хокею 1925
 Чемпіонат Швеції з хокею: 1925 — 4-й сезон турніру з хокею з шайбою, який проводився за кубковою системою. 
Переможцем змагань став клуб Седертельє СК.

## Турнір

### Перший раунд
- 10 березня 1925: ІФК Стокгольм - «Юргорден» ІФ (Стокгольм) 4–2
- 10 березня 1925:  Нака СК  - ІФ «Санкт-Ерік» (Стокгольм) 2–0

### Другий раунд
- 11 березня 1925: ІК «Йота» (Стокгольм) - «Гаммарбю» ІФ (Стокгольм) 8–2
- 13 березня 1925:  Нака СК  - ІФК Стокгольм 4–3

### Півфінал
- 14 березня 1925: Вестерос СК - ІК «Йота» (Стокгольм) 8–6
- 14 березня 1925: Седертельє СК - Нака СК  7–0

### Фінал
- 21 березня 1925: Вестерос СК - Седертельє СК 2–3